# Хайна (острів)
Хайна (ісп. Comalcalco) — руїни міста-некрополя цивілізації мая на штучному острові тієї ж назви у штаті Кампече (Мексика). Назва перекладається як «Храм на воді» або «Будинок води».

## Історія

місто і острів Хайна

Це місце являє собою одну з найбільших загадок культури мая. З різних причин, відомих тільки їм самим, стародавні люди використовували його як некрополь. Було пов'язано із системою координат мая, оскільки місце розташування острова Хайна збігається з «пащею» священної космогонічної рептилії і є уособленням прабатьківщини, куди відправлялися душі померлих. Острів і місто-некрополь, на думку мая, були місцем перетину 2 головних осей: захід-схід й північ-південь.
Його засновано близько 300 року. Згодом було невеликим поселенням. Лише приблизно 600 року перетворилося на велике культове місто, де здійснювалися поховальні ритуали ахавів, представників їхніх родин і знаті. Вважається, що швидше за все, тут були поховані правителі міст Юкатану, насамперед його західної частини: Ецни, Ушмаля, Каба, Санта-Рос-Штампак та інших поселень регіонів Пуук й Ченес. Керували містом жерці, проте їхній статус повністю не розкритий. Водночас тут постало невеличке царство Чан.
Нове піднесення почалося в часи гегемонії Чичен-Іци на півострові Юкатан. Халач-вінікі продовжили традицію шанування цього святилища. Втім із поразкою міста-держави наприкінці XII століття призвело зрештою до знлюднення Хайни.

## Опис
Це невеликий вапняковий острівець біля узбережжя Кампече, відокремлений від півострова Юкатан лише вузькою протокою, на відстані 50 км від міста Кампече.
Складається з 2 невеликих груп споруд — комплексів Сакпул (у західній частині) й Сайосаль (на сході), 2 великих площ та майданчику для гри у м'яч. Найбільш інтерес становлять поховання, яких виявлено близько 20 тисяч, час яких датується періодом від 500 до 1000 року. Наразі досліджено 10 тис. могил.
Крихітні розміри храмових споруд, споруджених на цьому острові, ніяк не відповідають ні кількістю, ні багатству знайдених тут поховань. Саме тут археологи і грабіжники стародавніх поховань знайшли чудові керамічні статуетки (заввишки 25—65 см), які, власне, і зробили острів Хайна відомим. За ним названо стиль дрібної пластики як «Стиль Хайна», що має спільні риси зі скульптурою міст долини Усумасінти. Їх поділяють на 3 фази: 600—800 років; 800—1000; 1000—1200 років.
Дослідники відзначають дивовижний реалізм давніх маянських майстрів, що поєднує увагу до характерних частковостей з майже монументальною узагальненістю, виразність жесту з почуттям композиційної цілісності, надає кожному з цих виліплених воїнів і божеств стилістичну і образну значущість.
Усі об'єкти є порожнистими, судячи з розташованого в задній частині фігурок отвору, вони являють собою свого роду свистілки. Особи фігурок зазвичай робилися за шаблоном, а потім над цими та іншими деталями фігурок працювали пальці художника. Наголос робився на досягнення портретної схожості з реальною людиною — з тим, кого було поховано у цій могилі.
Серед зображених на статуетках людей зображено найрізноманітніші соціальні типи: аристократів і озброєних вояків, у деяких з них на обличчях можна розрізнити татуювання або сліди ритуального самознущання, красивих молодичок і літніх жінок. Два мотиви є найпоширенішими — зріла жінка, яка переховує дорослого чоловіка так, немов би він був її дитиною, і літній чоловік, що заграє з чарівною молодою жінкою. Досить часто зустрічається лише зображення одного з богів пантеону мая — «товстого бога», який, судячи з численних знахідок, був дуже популярним у мая, які жили в давнину на території штату Кампече. У 2015 році було виявлено статуетку, яка значно відрізнявся від колишніх знахідок, що являє собою зображення чудернацької тварини або птаха.
У похованнях знайдено численні різьблені вироби з мушель, що мають високу якість. Ці чудові вироби мая прикрашали шматочками яблучно-зеленого нефриту.

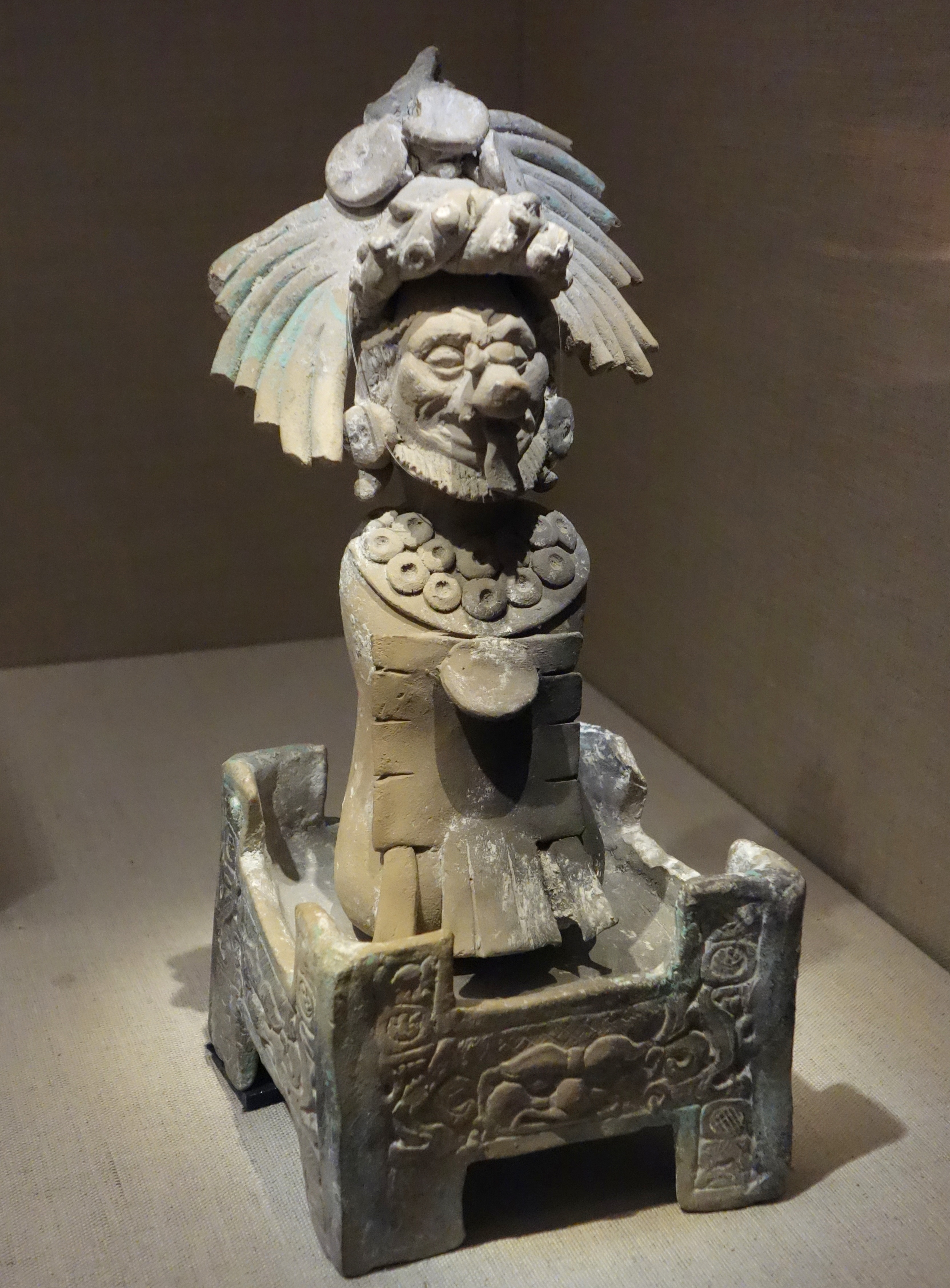
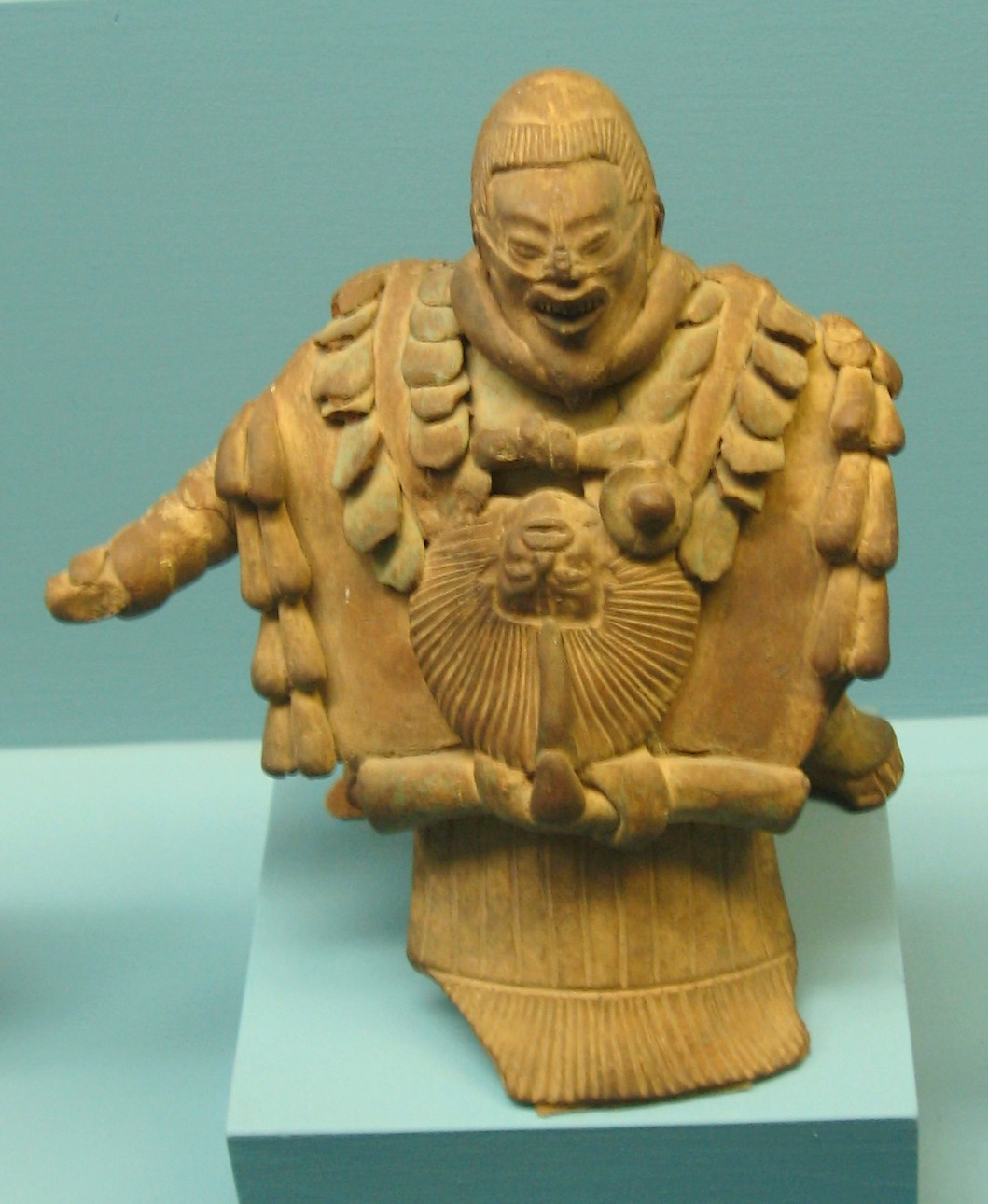
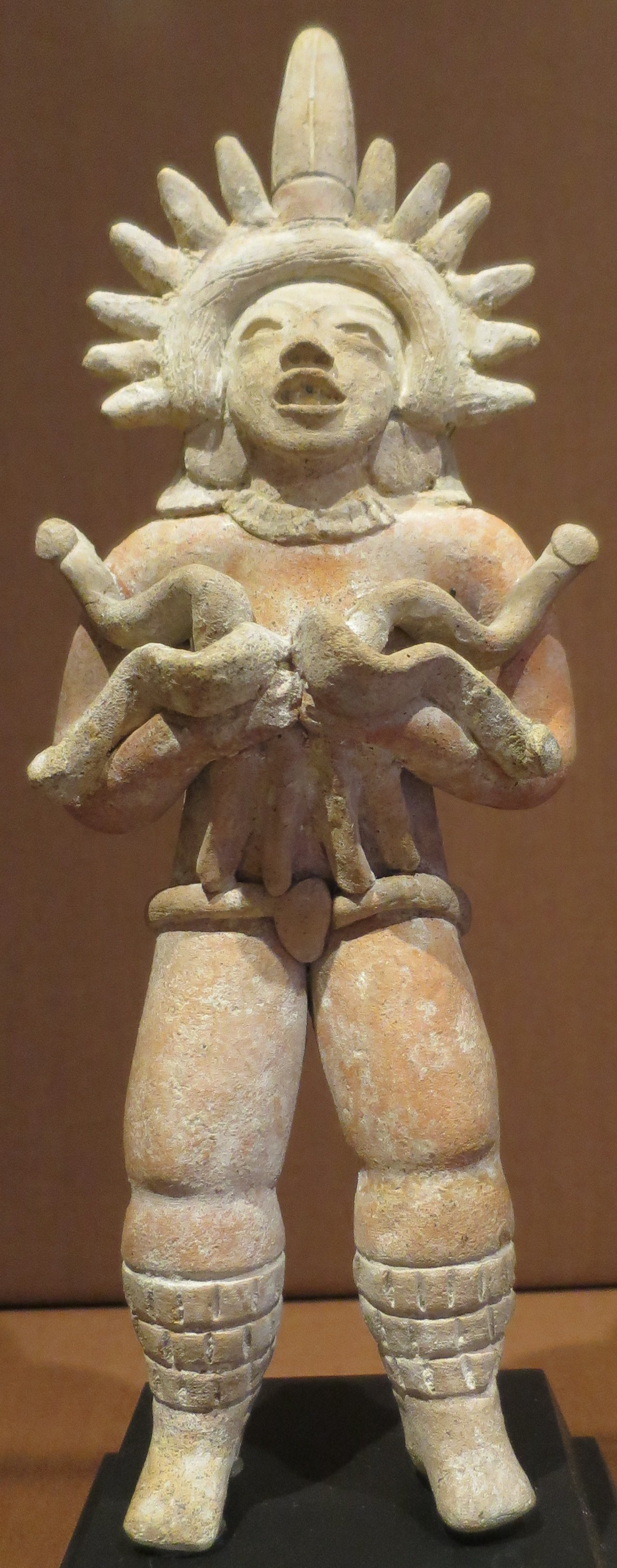
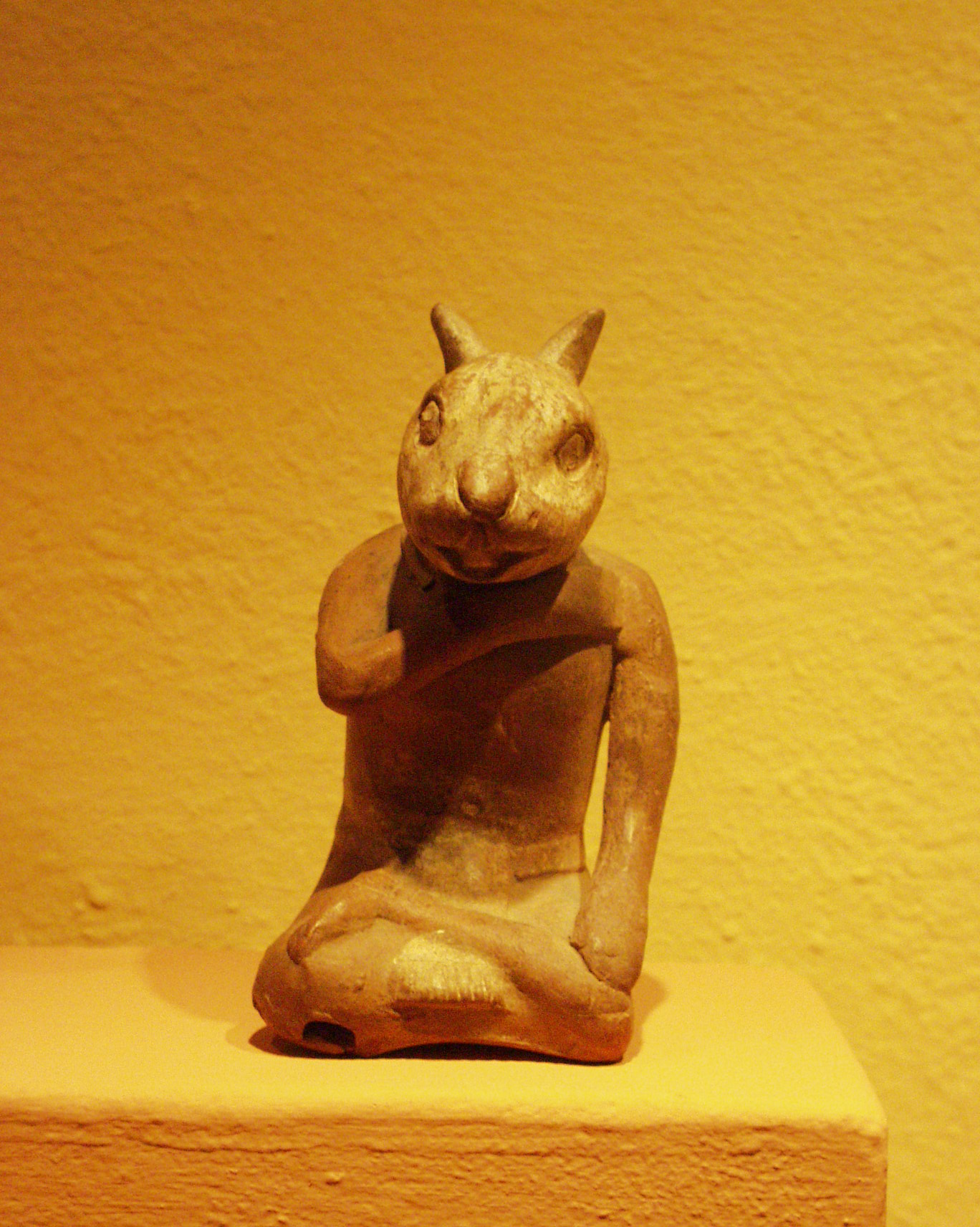
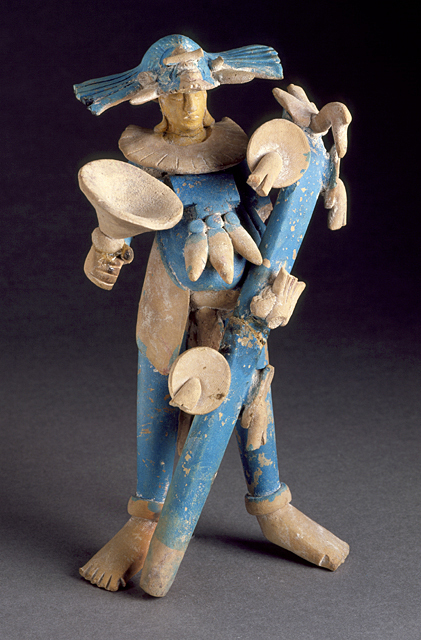
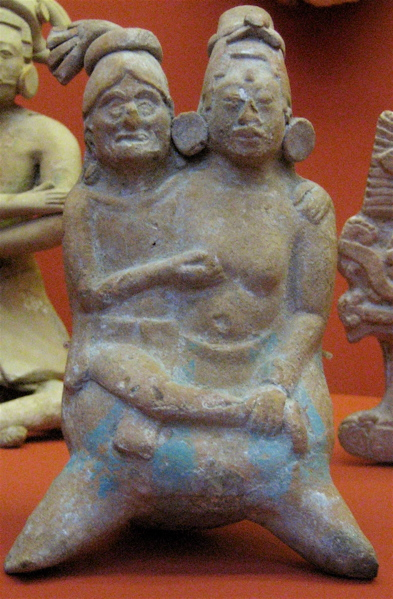
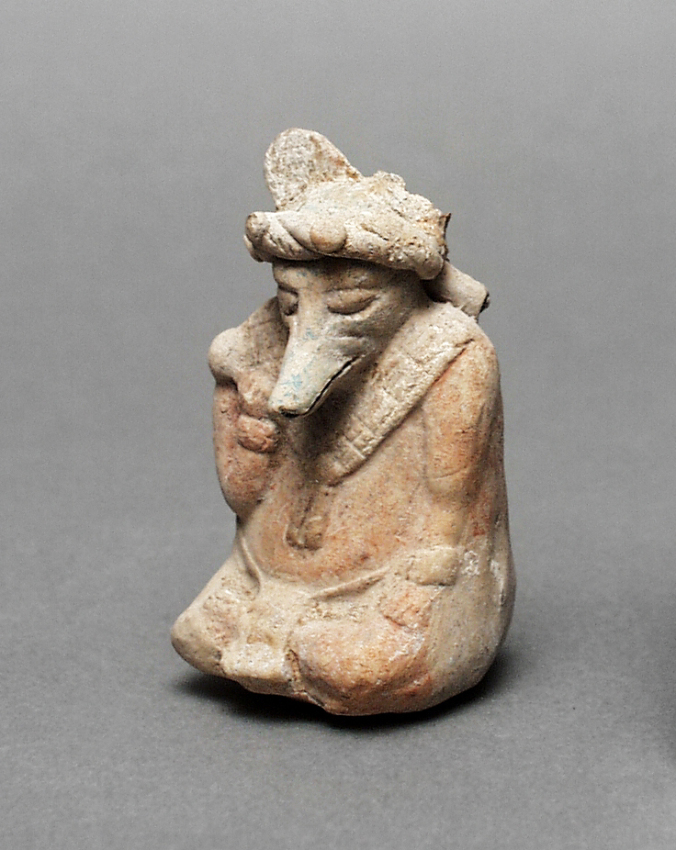

## Історія досліджень
Значні розкопки почалися з 1946 року, коли вели роботи Фернандес й Медано Коер. У 1948 році дослідження тривали на чолі із Романом Піно-Чаном. У 1959 році тут працював Кук де Леонард. У 1964 році дослідження проводив Авелейра Арройо де Анда. У 1968 році тут знову вів розкопки Р. Піно-Чан.